# Leiobunum heinrichi
Leiobunum heinrichi is een hooiwagen uit de familie Sclerosomatidae.